# Сребрин Чуков
Сребрин Тодоров Чуков е деятел на Българската комунистическа партия (БКП).

## Биография
Сребрин Чуков е роден през 1901 година в костурското село Осничани, тогава в Османската империя. Негов братовчед е комунистическият активист Иван Чуков. Емигрира в България, където става член на БКП през 1921 година. В 1927 година се установява в СССР, а от 1928 година е член на ВКП (б). Като завеждащ отдел „Народно образование“ в Районния съвет в Благоево, Одеска област, е арестуван на 7 март 1938 година. При Сталинистките чистки е осъден на смърт и присъдата е изпълнена чрез разстрел на 9 октомври 1938 година.
Посмъртно е реабилитиран с определение на Военния трибунал на Одеския военен окръг от 29 ноември 1955 година. На негово име е кръстен Машиностроителният завод „Сребрин Чуков“ в Първомай.